# Weingarten 7 (Quedlinburg)

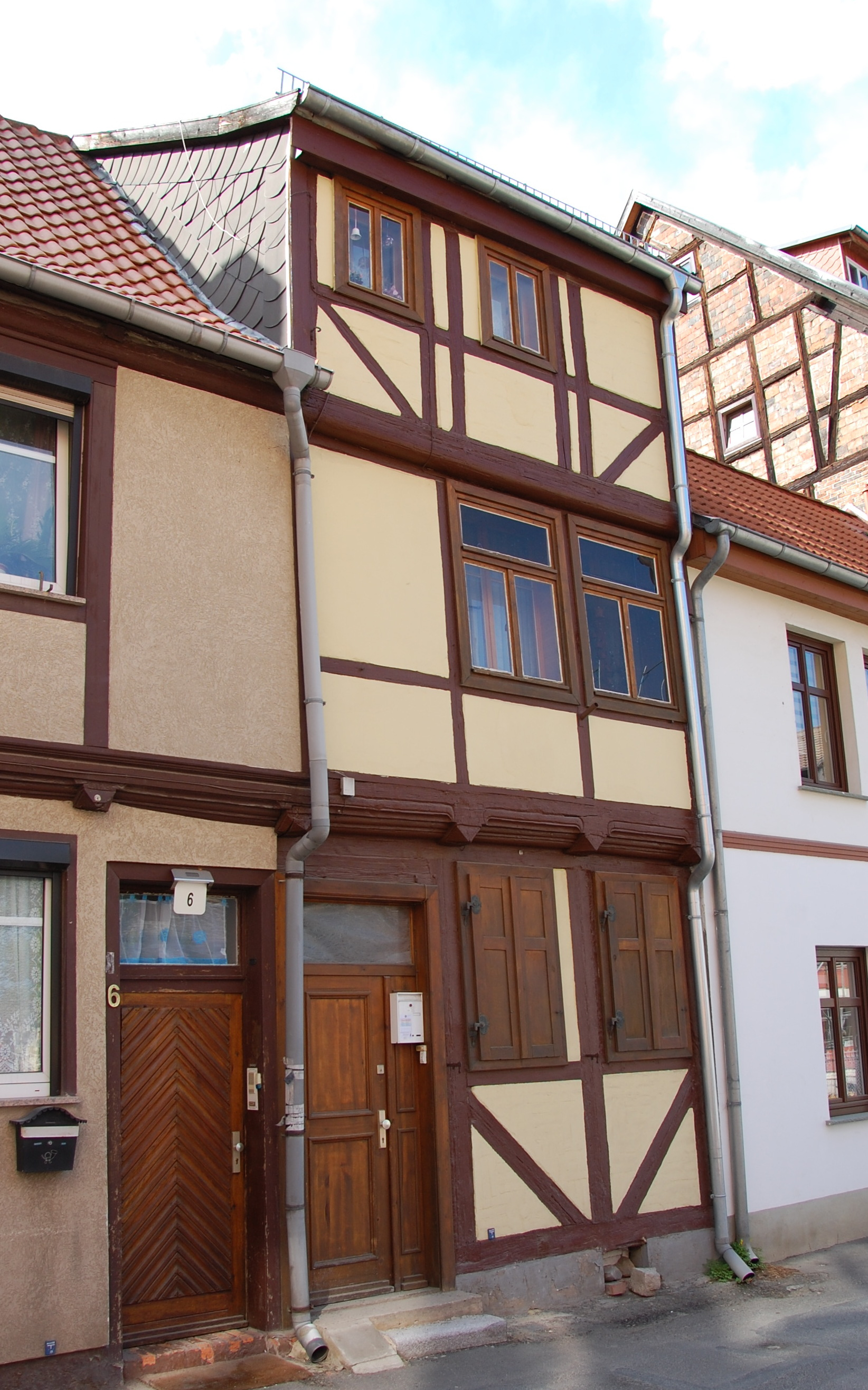
Haus Weingarten 7

Das Haus Weingarten 7 ist ein denkmalgeschütztes Gebäude in der Stadt Quedlinburg in Sachsen-Anhalt.

## Lage
Es befindet sich am Westrand der historischen Quedlinburger Altstadt auf der Westseite der Straße Weingarten und gehört zum UNESCO-Weltkulturerbe. Im Quedlinburger Denkmalverzeichnis ist es als Wohnhaus eingetragen. 

## Architektur und Geschichte
Das sehr schmale dreigeschossige Fachwerkhaus entstand in der Zeit um 1680. In den oberen Geschossen wurde die Stellung der Ständer im 18./19. Jahrhundert verändert. Hier finden sich dünne Ständer. Die Gefache des Erdgeschosses sind mit Zierausmauerungen versehen.
Nach einem Brandschaden wurde das Haus im Jahr 2024 aus dem Denkmalverzeichnis gestrichen.